# Полосатая мышь
Полосатая мышь (лат. Lemniscomys striatus) — мелкий грызун подсемейства мышиные, обитающий в Африке.

## Описание
Длина тела от 10 до 14 см. На тёмном фоне спины и боковых сторон проходят прерывистые светлые полосы. Вес животного в среднем 42,3 г.
Живёт полосатая мышь недолго. В дикой природе они вообще не выживают после своего первого периода размножения. В неволе могут жить дольше. Максимальный возраст, зарегистрированный в неволе, составляет 4,8 года.

## Питание
Питаются главным образом растительной пищей, в основном плодами, корнеплодами, мягкими семенами. Иногда поедают насекомых.

## Размножение
Самка достигает половой зрелости в возрасте 168 дней, период беременности составляет приблизительно двадцать пять дней, в помёте от 2 до 5 детёнышей.